# Joaquim José Moreira Lima
Joaquim José Moreira Lima Júnior, barão, visconde e conde de Moreira Lima (Lorena, 11 de junho de 1842 — Lorena, 2 de julho de 1926) foi um militar e fazendeiro brasileiro.
Filho de Joaquim José Moreira Lima e Carlota Leopoldina de Castro Lima, depois viscondessa de Castro Lima, casado com sua sobrinha Risoleta de Castro Lima, filha do Barão de Castro Lima.
Foi secretário do batalhão da Guarda Nacional e diretor do Engenho Central. Agraciado barão em 1º de março de 1874, elevado a visconde em 28 de abril de 1883 e a conde em 7 de maio de 1887. Era comendador da Imperial Ordem de Cristo e oficial da Imperial Ordem da Rosa.

## Biografia
Joaquim José de Moreira Lima Júnior, nasceu na cidade de Lorena,  11 de junho de 1842. Foram seus progenitores, Joaquim José Moreira Lima e Dona Carlota Leopoldina de Castro Lima, Viscondessa de Castro Lima. Desde cedo mostrou uma inteligência admirável e um pendor extraordinário para ser um dos propulsores do progresso da terra de Nossa Senhora da Piedade. Pelo seu valor e pelo seu caráter, projetou-se brilhantemente na sociedade e na vida da cidade, tornando-se querido e admirado. Dos altos postos que ocupou, jamais se vangloriou e jamais se utilizou deles senão para o progresso e engrandecimento da terra que sentiu o seu primeiro talento. Em 1861, foi alferes-secretário do 20º Batalhão da Guarda Nacional, em Lorena. Em 1864, era Major ajudante-de-ordens, da guarda. Em 1867, integrou o grupo de fundadores da Santa Casa de Misericórdia, sendo seu secretário na primeira Diretoria e exercendo, ainda, a função de provedor, por mais de quarenta anos. Em 1875, iniciou a construção de um dos mais belos templos da época o Santuário de São Benedito - hoje Basílica, inaugurado em 1884, auxiliando a ereção da majestosa casa de oração que é a Catedral de Nossa Senhora da Piedade. Outros empreendimentos desta "Terra das Palmeiras" estiveram sob a sua correta e cabal administração, tais foram - a Capela de Nossa Senhora do Rosário e o Asilo dos Pobres de São José. Desde 1912, até a sua morte, a Sociedade de São Vicente de Paula teve na pessoa do Conde o seu maior esteio. Joaquim José de Moreira Lima foi também um grande batalhador pró edificação do Colégio São Joaquim, dirigido pelos Padres de Dom Bosco, aos quais facilitou a aquisição do terreno, para o grandioso edifício que ainda hoje admiramos. A esse Colégio São Joaquim, que leva este nome em sua homenagem, foram cedidos o Santuário São Benedito e a construção próxima o erigida pelo Conde e denominada "chalet" Foi, também, por seu intermédio que aqui se fundou o Internato e Externato Nossa Senhora Auxiliadora, sob a direção das Irmãs Salesianas, instituição hoje convertida em local de repouso às Irmãs velhas da mesma congregação. Podemos dizer, que, senão todas, pelo menos quase todas as instituições religiosas lorenenses muito deve a Joaquim José Moreira Lima, já que todas as obras e casas religiosas desta terra encontram na pessoa do caridoso senhor Conde, o alicerce, o baluarte da sua grandiosidade, quer na parte monetária, móvel ou imóvel. Em 1º de Outubro de 1925 o carro em que viajava, ao atravessar o leito da linha férrea, nas imediações da Rua 15 de novembro, hoje Rua Dom Bosco, foi atropelado pela máquina de um trem de passageiros, sofrendo uma fratura exposta do tremendo choque. Esse horrível desastre porém o inutilizou para sempre. Sobreviveu ainda 9 meses. Casado com sua sobrinha, Dona Risoleta de Castro Lima, não deixou descendentes.
Joaquim José Moreira Lima Júnior, Conde de Moreira Lima, faleceu no dia 02 de julho de 1926.

## Títulos e Honras
Foi ainda, o Conde de Moreira Lima, um dos primeiros sócios organizadores da Sociedade Anônima "Engenho Central" de Lorena, no ano de 1881.
Embora não tivesse em mira a opulência e a riqueza de títulos, tanto o Governo Imperial, como o SS. Papa Leão XIII souberam agradecer os beneficios prestados à Pátria e à Religião pelo grande benfeitor, sendo talvez, o mais agraciado de seu tempo, como se segue:
1882- Oficial da Ordem da Rosa
1883- Barão de Moreira Lima
1884- Comendador da Ordem de Cristo e Visconde
1887- Conde de Moreira Lima
1890- 15 de novembro - recebeu de SS. Papa Leão 
XII, a Comenda da Ordem de São Gregório Magno.
Como homem político, ocupou elevados cargos durante a Monarquia.